# هنريك داهل
هنريك داهل (بالسويدية: Henrik Dahl)‏ (1 مايو 1975 السويد - ) هو لاعب كرة قدم سويدي يلعب كمدافع.

## روابط خارجية
- هنريك داهل على موقع اتحاد السويد (السويدية)
- هنريك داهل على موقع قاعدة بيانات كرة القدم.إي يو (الإنجليزية)
- هنريك داهل على موقع Soccerway.com (الإنجليزية)
- هنريك داهل على موقع عالم كرة القدم.نت (الإنجليزية)